# Жанажол (Бурабайський район)
Жанажо́л (каз. Жаңажол) — село у складі Бурабайського району Акмолинської області Казахстану. Входить до складу Атамекенського сільського округу.
Населення — 76 осіб (2021; 164 у 2009, 163 у 1999, 166 у 1989).
Національний склад станом на 1989 рік:
- казахи — 100 %.